# 가구라자카

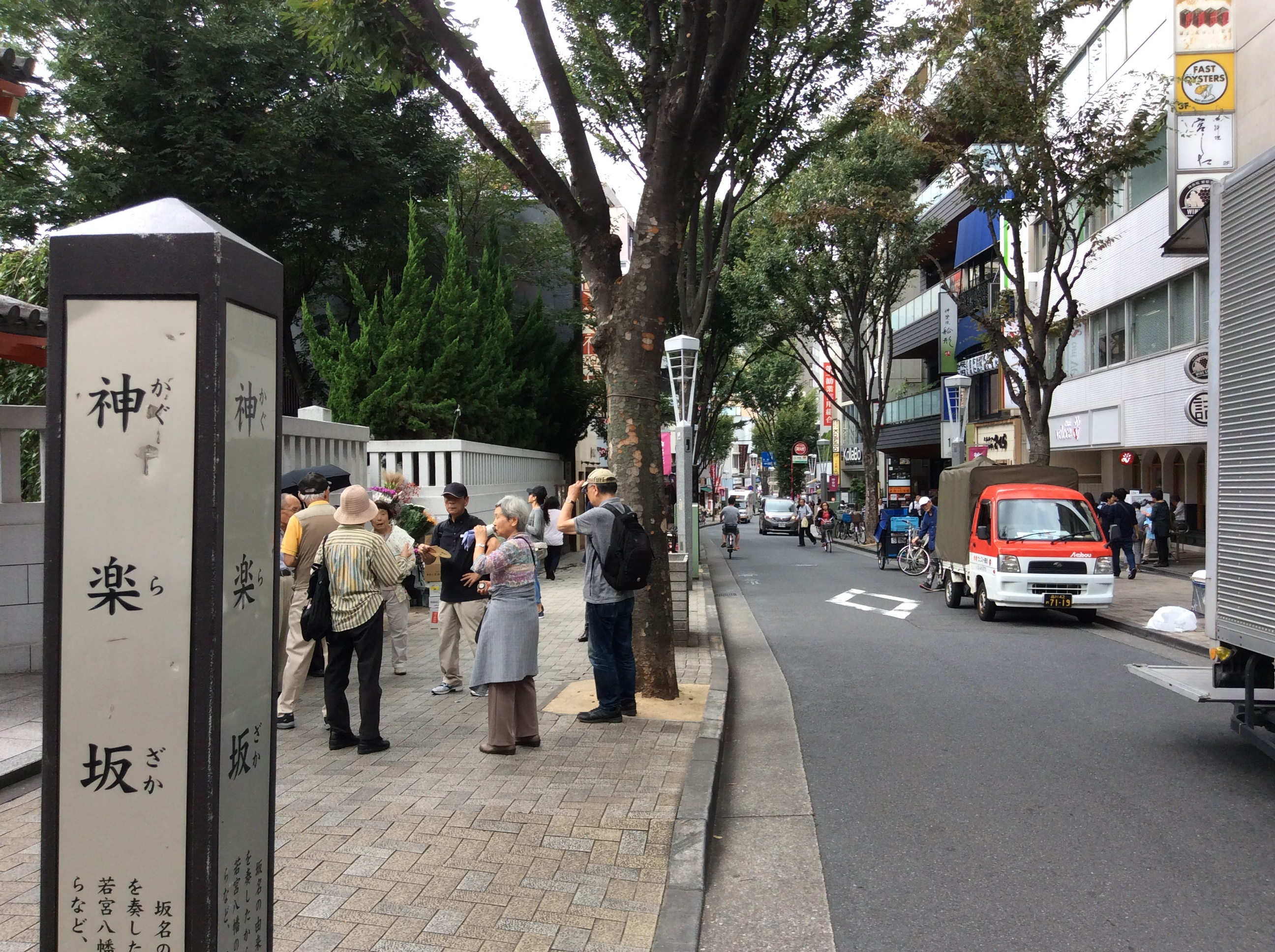
가구라자카 거리

가구라자카(神楽坂)는 도쿄도 신주쿠구 우시고메 지역 남서부에 위치한다. 와세다 거리의 오쿠보 거리 교차로에서 소토보리 거리 교차로까지의 언덕이다. 언덕 주변의 지명이기도 하며, 가구라자카1초메부터 6초메까지 있다. 에도 시대에는 외곽 해자에 설치된 우시고메문으로 통하는 교통의 요충지였다.
오쿠보 거리와 교차하는 지점을 "사카가미"(坂上), 소토보리 거리와 교차하는 지점을 "사카시타"(坂下)라고 한다. 또한 이 지명은 도쿄 메트로 도자이선 가구라자카역, 도에이 오에도선 우시고메카구라자카역 등의 역명에도 사용되고 있다.